# 헹티주

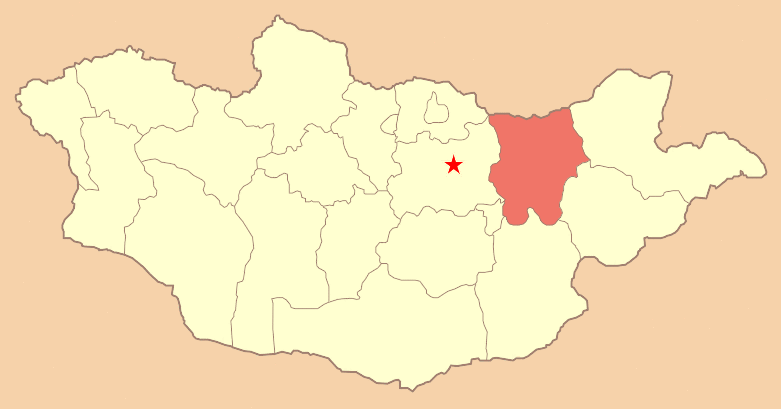
헹티 주의 위치

헹티주(몽골어: Хэнтий)는 몽골 동부에 위치한 주로 주도는 은드르항이며 면적은 80,325.08km2, 인구는 65,811명(2011년 기준)이다. 주 이름은 헹티 산맥에서 유래된 이름이다. 헹티주 은드르항은 임표가 죽은 곳이다.